# 同辈群体
同辈群体或年龄组，指的是：某一特定年龄段的人口全体。
- 同辈群体的特点：
  - 平等性。
  - 自发性。

- 同辈群体亚文化，对学生社会化有重要影响。
  - 正面的影响：
    - 提供最初的比较正式的角色承担的机会。
    - 提供人际交往的机会。

  - 负面的影响：
    - 背离主流文化。